# Ödenpullach
Ödenpullach ist ein Ortsteil der oberbayerischen Gemeinde Oberhaching im Landkreis München.

## Lage
Das Dorf liegt etwa 5 Kilometer südwestlich des Ortskerns von Oberhaching und knapp 1 Kilometer westlich des Oberhachinger Ortsteils Kreuzpullach auf der westlichen Talschulter des Gleißentals auf einer Höhe von 635 Metern. Kreuz- und Ödenpullach sind über eine Straße verbunden, die quer durch das Gleißental verläuft.

## Geschichte
Bei der Gemeindebildung nach dem Gemeindeedikt von 1808 kam Ödenpullach zu der Gemeinde Oberbiberg. Mit dieser wurde es am 1. Mai 1978 nach Oberhaching eingemeindet.

## Ortsbild
Ödenpullach besteht aus drei Bauernhöfen und einigen wenigen dazwischen liegenden Einfamilienhäusern. Die Bauernhöfe werden teilweise noch landwirtschaftlich genutzt und beherbergen mehrere Firmen.

## Sehenswürdigkeiten
- Bauernhof Ödenpullach 3
- Historische Wegweiser